# كيري روبرتس (مغنية)
كيري روبرتس (بالإنجليزية: Kerrie Roberts)‏ هي مغنية أمريكية، ولدت في 1985 في ميامي في الولايات المتحدة.

## وصلات خارجية
- الموقع الرسمي
- كيري روبرتس على موقع ميوزك برينز (الإنجليزية)
- كيري روبرتس على موقع ديسكوغز (الإنجليزية)